# 野球部員、演劇の舞台に立つ!
『野球部員、演劇の舞台に立つ！』（やきゅうぶいん、えんげきのぶたいにたつ）は、竹島由美子の2010年の小説、それを原作とする2012年公演の舞台、2018年公開の日本の青春映画。

## 概要
竹島が福岡県八女市の西日本短期大学附属高等学校で教員、演劇部顧問をしていた当時の実話を元に執筆した。演劇部に入った元野球部員の成長を描く。

## 書誌情報
- 竹島由美子『野球部員、演劇の舞台に立つ!』高文研、2010年5月 ISBN 978-4874984420

## 舞台
- 秋田雨雀・土方与志記念青年劇場『野球部員、演劇の舞台に立つ!』、2012年3月、紀伊國屋ホール[2]

## 映画
監督の中山節夫は出版前に本作を読んで映画化を構想、約10年が経過した2017年3月より、竹島の地元である八女市で撮影が開始された。文部科学省特別選定作品。
2018年2月24日に公開。ぴあ初日満足度ランキング（ぴあ映画生活調べ）では第1位となった。

### 登場人物・キャスト
望月潤
演 -  渡辺佑太朗
野球部のエース。演劇部顧問から演劇部に参加するよう誘われる。
中園美緒
演 - 柴田杏花
演劇部のエース。演劇に真剣に取り組もうとしなかった潤に強く当たる。
松永亮太
演 - 舟津大地
川口和馬
演 - 川籠石駿平
由布卓也
演 - 山田慎覇
島田彩音
演 - 佐々木萌詠
川上智花
演 - 芋生悠
堺千郷
演 - 山田杏奈
松詠人
演 - 松藤剛人
平井理史
演 - 鹿毛喜季
三田結菜
演 - 田中奈月
田川柾智
演 - 林遣都
三上朋子
演 - 宮崎美子
八幡浩一郎
演 - 宇梶剛士